# Chaetodon ulietensis
El Chaetodon ulietensis es una especie de pez mariposa del género Chaetodon.
Es más conocido como pez mariposa del Pacífico de dos manchas, primero, porque habita el Océano Pacífico, y segundo, porque a simple vista se le notan, en su brillante cola amarilla, dos manchas muy oscuras, una de cada perfil, y tan oscuras que se notan a simple vista. Alcanza hasta 15 cm de longitud.
Vive en los arrecifes de coral de los océanos Índico y Pacífico entre los 2 y 30 m de profundidad.